# W&W
W&W（ダブルアンドダブル）は、ヴィレム・ファン・ハネトム（オランダ語: [ʋɪləm vɑn hanəɣəm]）とヴァート・ファン・デア・ハースト（オランダ語: [ʋart vɑn dər hɑrst]）の2人組で組織されるオランダのDJ、音楽プロデューサーグループ。最初にトランス音楽を手掛けた経歴を経て、エレクトロ・ハウスとビッグルーム・ハウスのジャンルを制作し始めた。2017年よりトランスミュージックメインの別名義としてNWYRで活動を開始。

## メンバー
- ヴィレム・ファン・ハネトム (Willem van Hanegem、 1987年6月25日 - )

オランダブレダ生まれ。11歳にトランスミュージックに興味を持ち始め、14歳よりDJデビュー。16歳より楽曲制作を始める。
- ヴァート・ファン・デア・ハースト (Wardt van der Harst、1988年12月26日 - )

オランダドンゲン生まれ。14歳より安価な機器を使用して作曲を始め、17歳の時にアーミン・ヴァン・ビューレンのレーベルであるArmadaとレコーディング契約を結ぶ。

## ディスコグラフィ

### シングル
- The Light（2019年、キズナアイとのコラボレーション楽曲）

### アルバム
| 発売日        | タイトル          | 規格品番   | 備考                                                                               |
| ------------- | ----------------- | ---------- | ---------------------------------------------------------------------------------- |
| 2011年9月23日 | Impact            |            | 日本未発売                                                                         |
| 2012年9月21日 | Mainstage, Vol. 1 |            | 日本未発売                                                                         |
| 2015年4月29日 | Bigfoot           | AVCD-93121 | 日本では-Special Japan Editon-として、海外版とは一部異なるトラックで発売されている |
| 2018年5月9日  | The Best of W&W   | AVCD-93868 | 日本限定発売。                                                                     |